# ليوبولد نوفاك
ليوبولد نوفاك (3 ديسمبر 1990 بماكارسكا في كرواتيا - ) هو لاعب كرة قدم كرواتي في مركز الدفاع. لعب مع نادي سينت ترويدن.

## وصلات خارجية
- ليوبولد نوفاك على موقع قاعدة بيانات كرة القدم.إي يو (الإنجليزية)
- ليوبولد نوفاك على موقع Soccerway.com (الإنجليزية)
- ليوبولد نوفاك على موقع عالم كرة القدم.نت (الإنجليزية)